# Arkle Town
Arkle Town – osada w Anglii, w hrabstwie North Yorkshire, w dystrykcie (unitary authority) North Yorkshire. Leży 79 km na północny zachód od miasta York i 347 km na północ od Londynu.